# Aurelia Vélez Sársfield
Aurelia Vélez Sarsfield (Buenos Aires, Argentina; 8 de junio de 1836-Buenos Aires, Argentina; 6 de diciembre de 1924) fue una escritora argentina.

## Biografía
Fue la segunda hija del legislador Dalmacio Vélez Sársfield y de Manuela Velázquez Piñero. Desde sus primeros años recibió una formidable educación que, junto con las enseñanzas de su padre, sirvió para que este decidiese asociarla a sus trabajos en calidad de secretaria —que posteriormente sirvió para la redacción del Código Civil de Argentina en 1869—.
En 1857 se casó con su primo hermano, el doctor Pedro Ortiz Vélez, hijo del secretario de Facundo Quiroga. Por causas desconocidas, su matrimonio duró solo unos pocos meses; sin embargo, una de las causas relacionadas con la separación es que Pedro Ortiz mató al secretario de Aurelia luego de que los viese abrazados. Tras la ruptura, Aurelia regresó a la casa de sus padres.
La desunión de Domingo Faustino Sarmiento y su esposa Benita Martínez Pastoriza se concretó cuando esta sorprendió la correspondencia que su esposo mantenía con Aurelia:

He debido meditar mucho antes de responder a su sentida carta de usted, como he necesitado tenerme el corazón a dos manos para no ceder a mis impulsos. No obedecerlo era decir adiós para siempre a los afectos tiernos y cerrar la última página de un libro que sólo contiene dos historias interesantes. La que a usted se liga era la más fresca y es la última de mi vida. Desde hoy soy viejo.

Esta se volvería un "complemento espiritual para este". Tiempo después, la misma Aurelia preparó la candidatura a la presidencia de Sarmiento, mientras este se encontraba en Estados Unidos. Sarmiento le envió una carta cuando este tenía 77 años: 

Venga al Paraguay y juntemos nuestros desencantos para ver sonriendo pasar la vida. Venga pues a la fiesta donde tendremos ríos espléndidos, el Chaco incendiado, música, bullicio y animación. Venga, que no sabe la bella durmiente lo que se pierde de su príncipe encantado.

Sarmiento murió el 11 de septiembre de 1888. Aurelia realizó un largo viaje por Europa, Egipto y Palestina, regresando casi veinte años después. Publicó trabajos que fueron piezas fundamentales y referentes de la época política por la que pasaba el país. Los literatos la califican como una mujer «libre, amaba el conocimiento, era brillante». Asimismo, «su tiempo no le perdonó tener la espectacularidad intelectual que tenía».
Murió el 6 de diciembre de 1924, aunque en el libro de registros del Cementerio de Recoleta, en ese cementerio aparece inscripta como «Aurelia Vélez de Ortiz, sepultada el 7 de diciembre de 1924, en la parcela 19-3-35/36, que no es la que ocupa Dalmacio Vélez Sarsfield». Los sobrinos de Aurelia acataron una de sus órdenes, «pero no pensaron en su voluntad implícita de descansar en la bóveda familiar y de que su nombre no apareciera acompañado por su apellido de casada». En 1964 los descendientes dispusieron la cremación de sus restos y los colocaron en un nicho sin placa. Finalmente, existen suposiciones de que Aurelia fue a parar al osario común, debido a que sus herederos no renovaron la tenencia del nicho innombrado.